# Вихід селянський
Селянський вихід — право залежних селян за визначених законом чи традицією обставин і в певний час піти від свого володаря. Діяло за часів середньовіччя та Нового часу. Регламентувалося загально-державним законодавством і регіональними постановами й грамотами. В період Київської Русі існувала заборона самовільного виходу для закупів, встановлена «Руською правдою» (поширена редакція). У XIII ст. на Закарпатській Україні, згідно з указом угорського короля Андрія III (1290—1301 р.р.), селяни користувалися правом виходу на осінній Юріїв день. Згодом ця норма не раз підтверджувалася, а 1486 р. було встановлено штраф для феодалів, які після повного розрахунку перешкоджали виходові своїх селян. У Галичині XIV–XV ст. право виходу регламентувалося Вислицьким статутом 1347 та сеймиковою постановою галицької шляхти 1435. Умовою виходу тут була сплата вихідного: 1 копа грошей та натуральна данина, одночасний вихід — не більше 1–2 сімей. Згідно з постановою 1444 року шляхтич, який узяв викуп і не відпустив селянина, зобов'язаний був сплатити штраф (3 гривні). У Галичині XV ст. в українських селах вихідне становило 1 гривню (48 грошей), а вихідним заборонявся перехід до сіл іншого права — німецького (див. Магдебурзьке право), волоського права. У селах волоського права вихідне становило 12 грошей, а вихід не було обмежено якимось терміном. У поселеннях німецького права необхідною умовою виходу було осадження натомість вибуваючого рівноцінного господаря. Постановою Красноставського сейму 1477 р. для Холмської землі така вимога була поширена й на інші села, а згідно з Уставною грамотою 1501 року Белзької землі, право виходу обумовлювалося не лише низкою виплат, а й приведенням у порядок залишеного господарства. 1705 польський король Станіслав I Лещинський поширив своїм привілеєм на галицькі землі норми польської держави щодо виходу селянського, який від того часу повністю залежав від волі шляхти.
На українських землях у складі Великого князівства Литовського вихід селян регламентувався грамотою від 2 травня 1457 р. та Судебником Казимира IV 1468 р., які забороняли князям, шляхті і великокнязівським намісникам приймати непохожих селян. Вказані положення були підтверджені в уставних грамотах XVI ст. деяким українським землям, зокрема Київській (1507 р.). Статути Великого князівства Литовського (1529, 1566, 1588 р.р.) передбачали вихід лише після виконання селянином усіх умов укладеної із сюзереном угоди. За кожен пільговий тиждень треба було заплатити по 6 грошей або відпрацювати стільки часу, скільки тривав термін пільги. Селянський вихід вважався узаконеним лише після отримання селянином письмового підтвердження, завіреного гродським урядом. Згідно з нормами українського права селянин міг скористатися правом виходу, не виконавши жодної умови, лише у випадку неправомірних дій з боку пана (зґвалтування членів сім'ї, пограбування) або відлучення пана від церкви. Перші спроби повної заборони права виходу селян Лівобережної України з'явилися у 30-х рр. XVIII ст. Остаточно на Лівобережжі та Слобідській Україні воно було скасоване указом імператриці Катерини II від 3 травня 1783 р..

## У Московській державі
Судебник 1497 року установив строк селянського виходу — за тиждень до осіннього Юр'єва дня і тиждень після нього. Вихідна плата феодалу називалася пожиле і дорівнювала 1-0,5 рублям. Практика виходу призупинена (формально він був заборонений) у 80-х роках XVI століття введенням «заповідних літ». Остаточно селянський вихід у Московському царстві скасований Соборним уложенням 1649 року.